# Khantoke

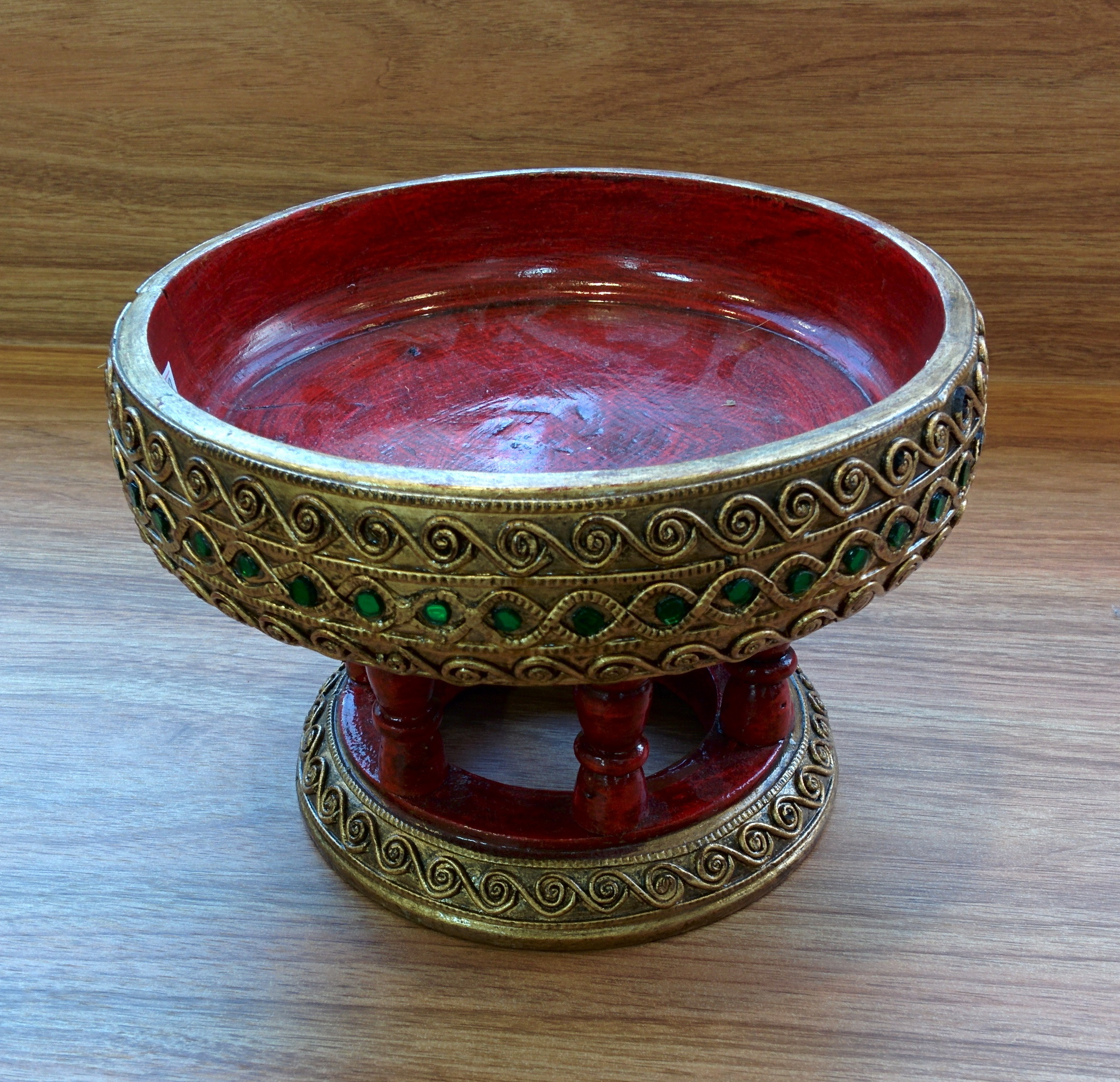
Plateau à piédestal khantoke

Un khantoke ou khantok (thaï : ขันโตก, prononcé [kʰǎn tòːk]) est un plateau à piédestal utilisé comme petite table à manger dans ce qui fut le royaume de Lanna (du nord de la Thaïlande), ainsi que par les Laotiens et les peuples de l'Isan (nord-est de la Thaïlande). Par extension, khantoke peut aussi désigner un type de repas traditionnel avec de la danse et la musique.

## Types
Un plateau khantoke est une table courte et ronde, fabriquée dans différents matériaux tels que le bois, le bambou ou le rotin. Elle a un diamètre d'environ 35 centimètres mais peut varier en taille et en cas d'utilisation. Il est comparable au daunglan (en) traditionnellement utilisé dans la cuisine birmane.
Il existe deux types de khantokes, le khantoke yuan et le khantoke Lao. Le premier est fabriqué en bois de teck, tandis que le second est fait de bandes de bambou et de rotin tissées ensemble. Le khantoke yuan est surtout utilisé dans le nord de la Thaïlande, tandis que le khantoke lao est utilisé dans le nord-est de la Thaïlande, au Laos et dans le Sipsongpanna.

Plateaux similaires
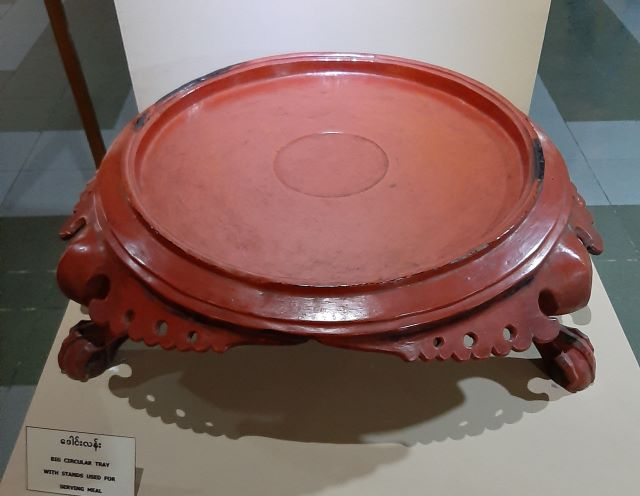
Un daunglan (en)
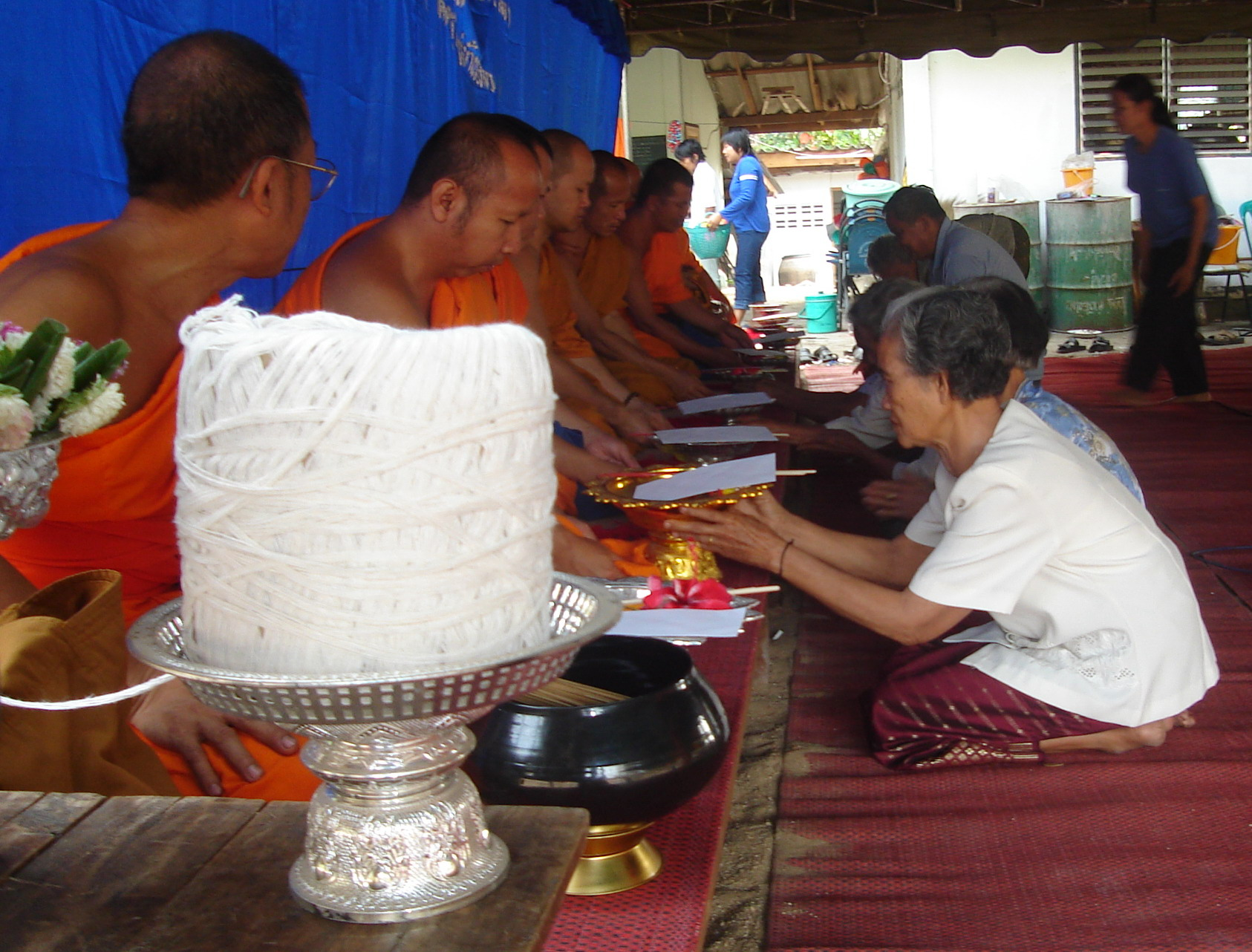
Au premier plan, un phan (en), un plateau artistiquement décoré

## Utilisation
Un khantoke a plutôt lieu lors de célébrations spéciales. Il est habituellement composé d’une douzaine de plats, dont le gai tod (poulet frit), le nam prik ong (porc effiloché à la sauce tomate épicée au chili), le kaeng hang ley (cari de porc au gingembre dans une sauce au tamarin), le nam prik noom (pâte de piments verts grillés), de légumes crus au vinaigre, de légumes sautés et de nouilles de riz croustillantes,.
Un dîner khantoke est un repas avec de la danse et de la musique, remis au goût du jour pour les touristes, notamment au Centre culturel du vieux Chiang Mai depuis 1971, Il s'agit d'une tradition thaïlandaise lanna offerte aux invités lors de cérémonies telles que les mariages, les pendaisons de crémaillère, les funérailles, les fêtes de Loi Krathong ou Songkran

## Galerie

Dîner khantoke
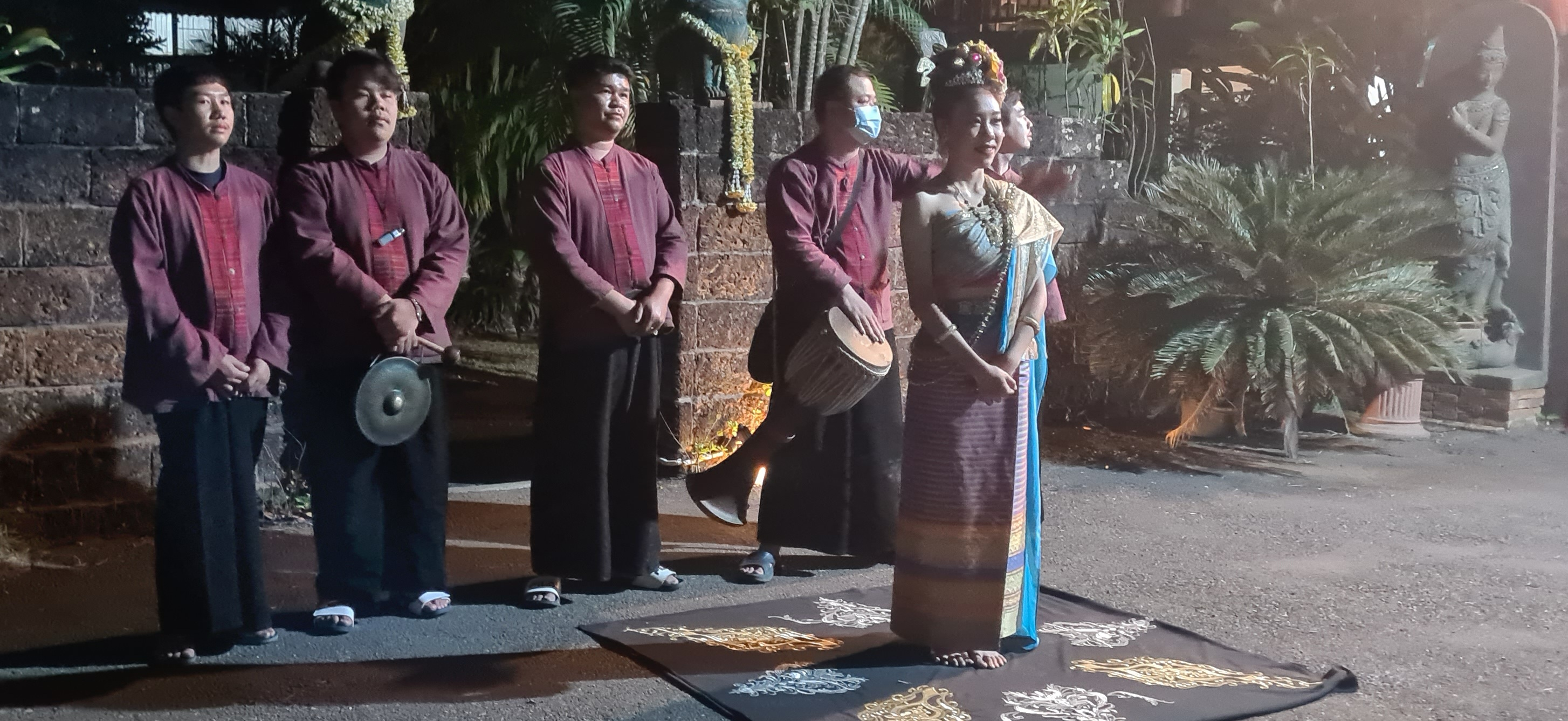
Accueil au dîner Benjarong kantoke, Chiang Mai
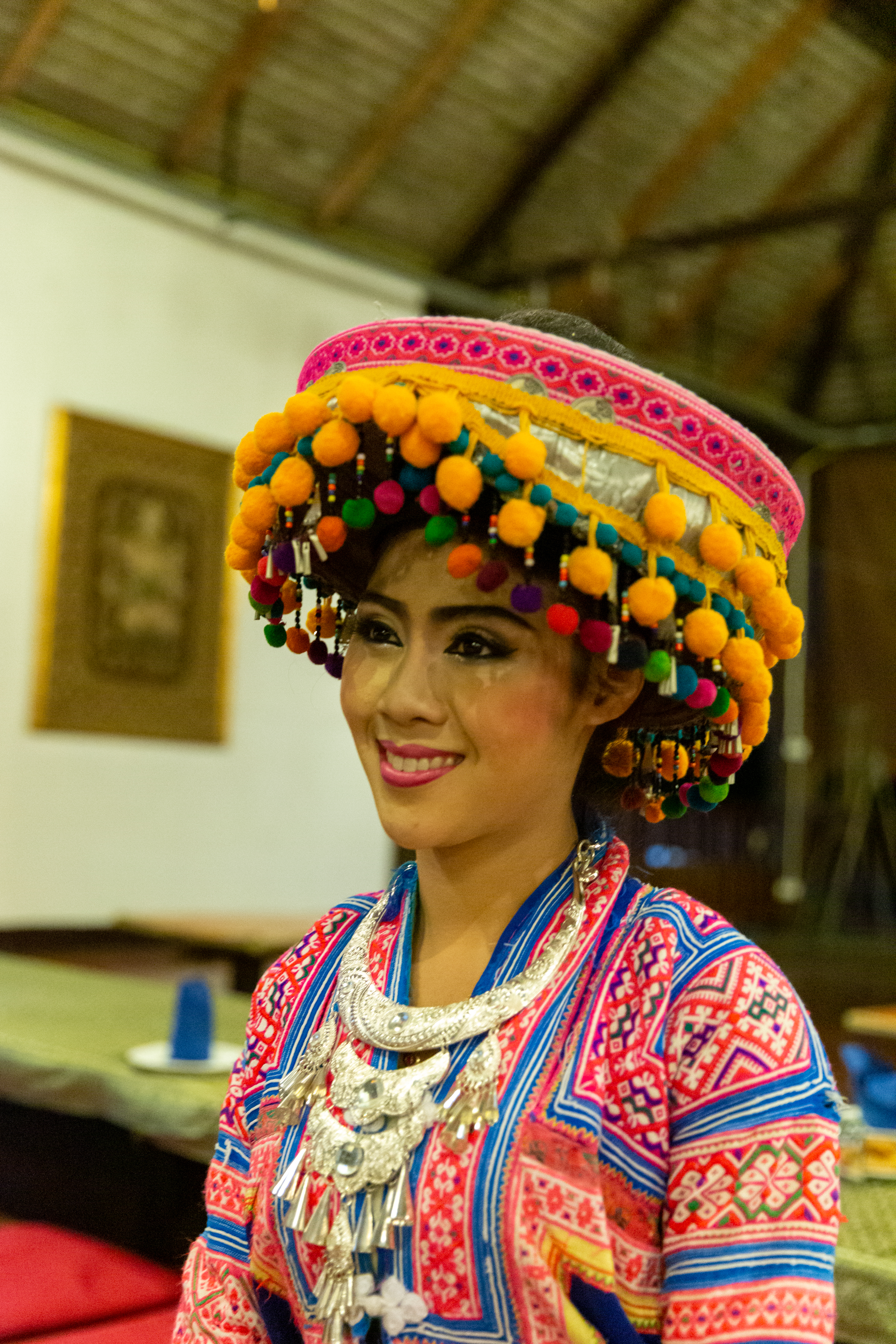
Danseuse au Benjarong kantoke
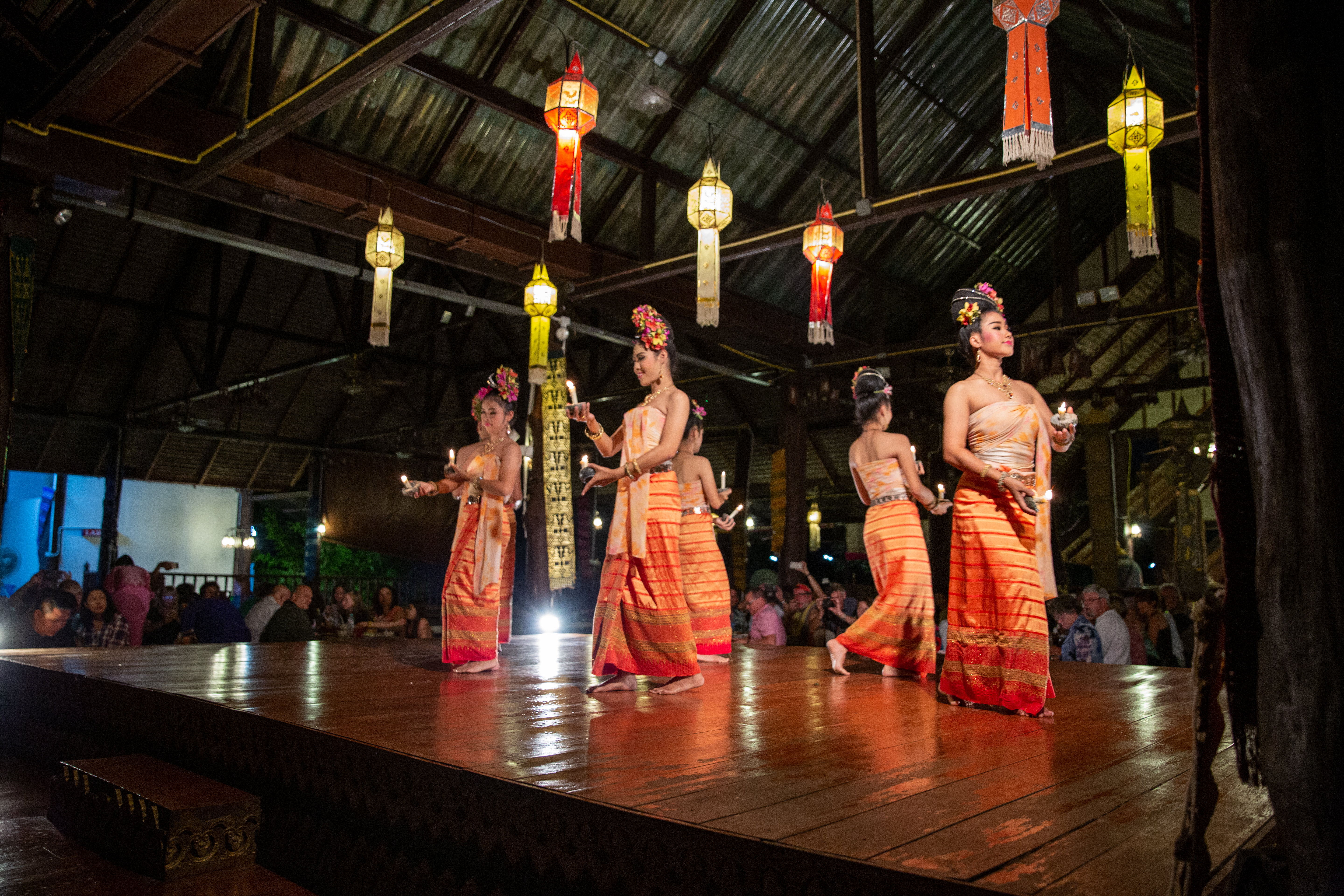
Danse au Benjarong kantoke
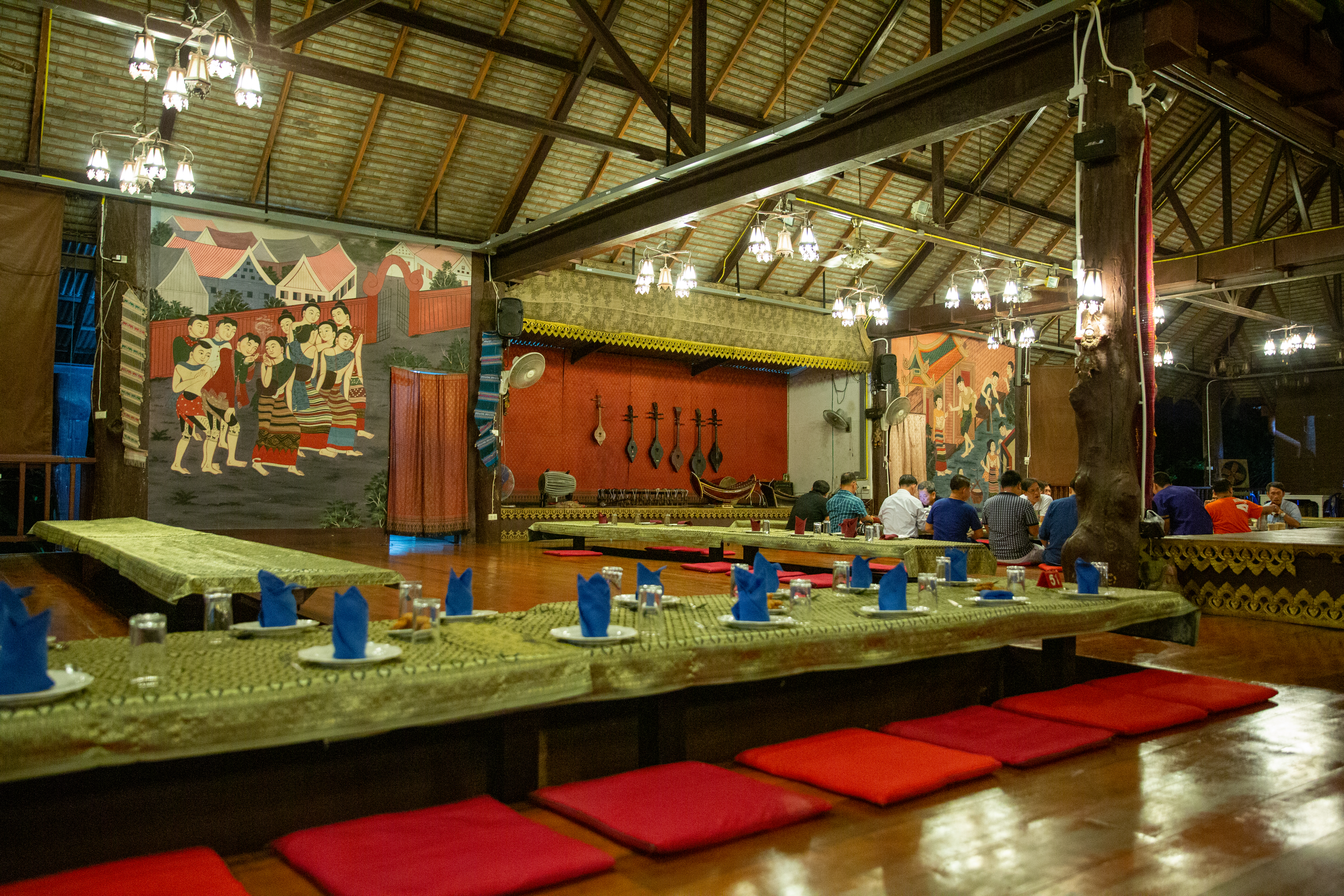
Tables et instruments de musique au Benjarong kantoke
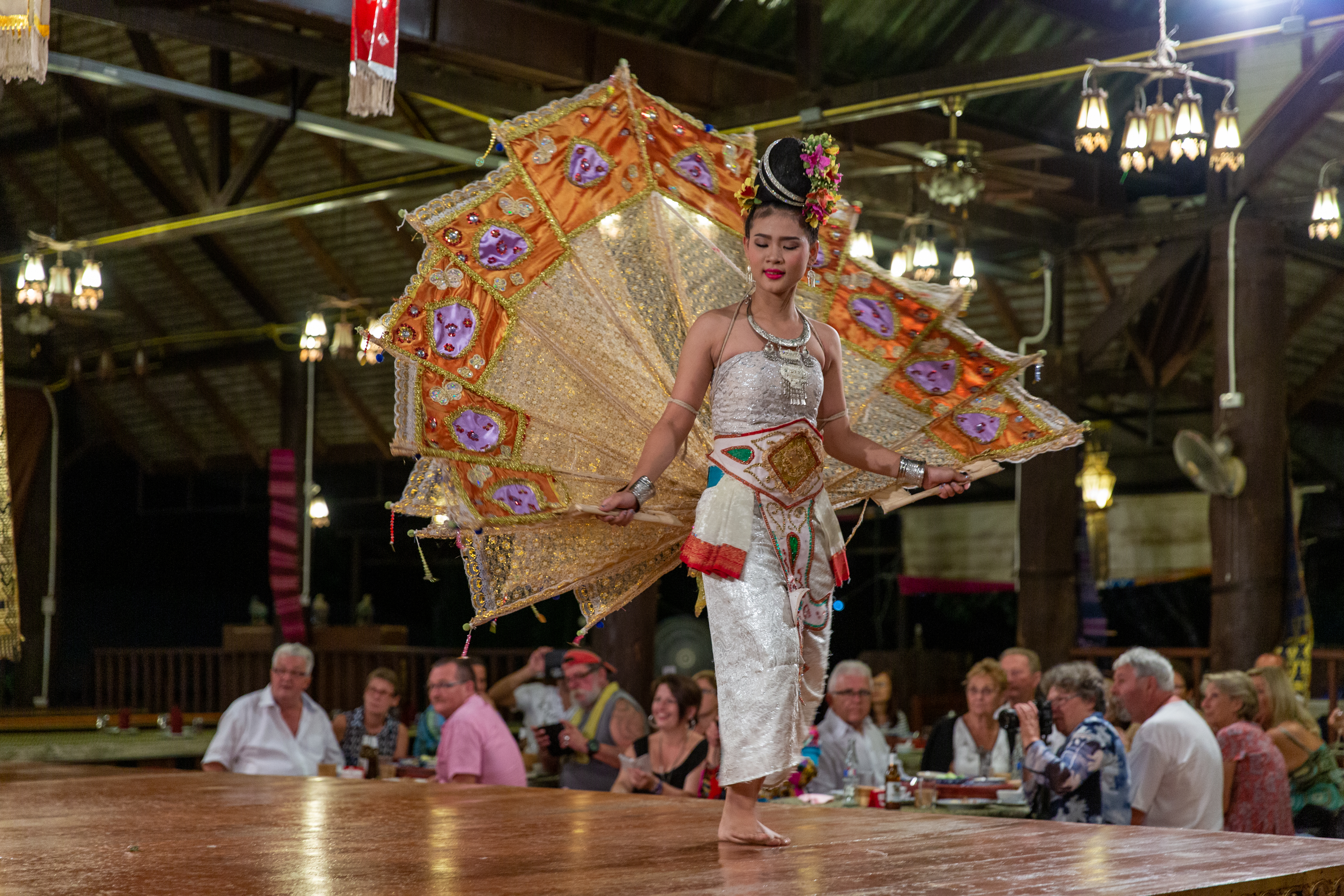
Danse du paon au Benjarong kantoke et public attablé
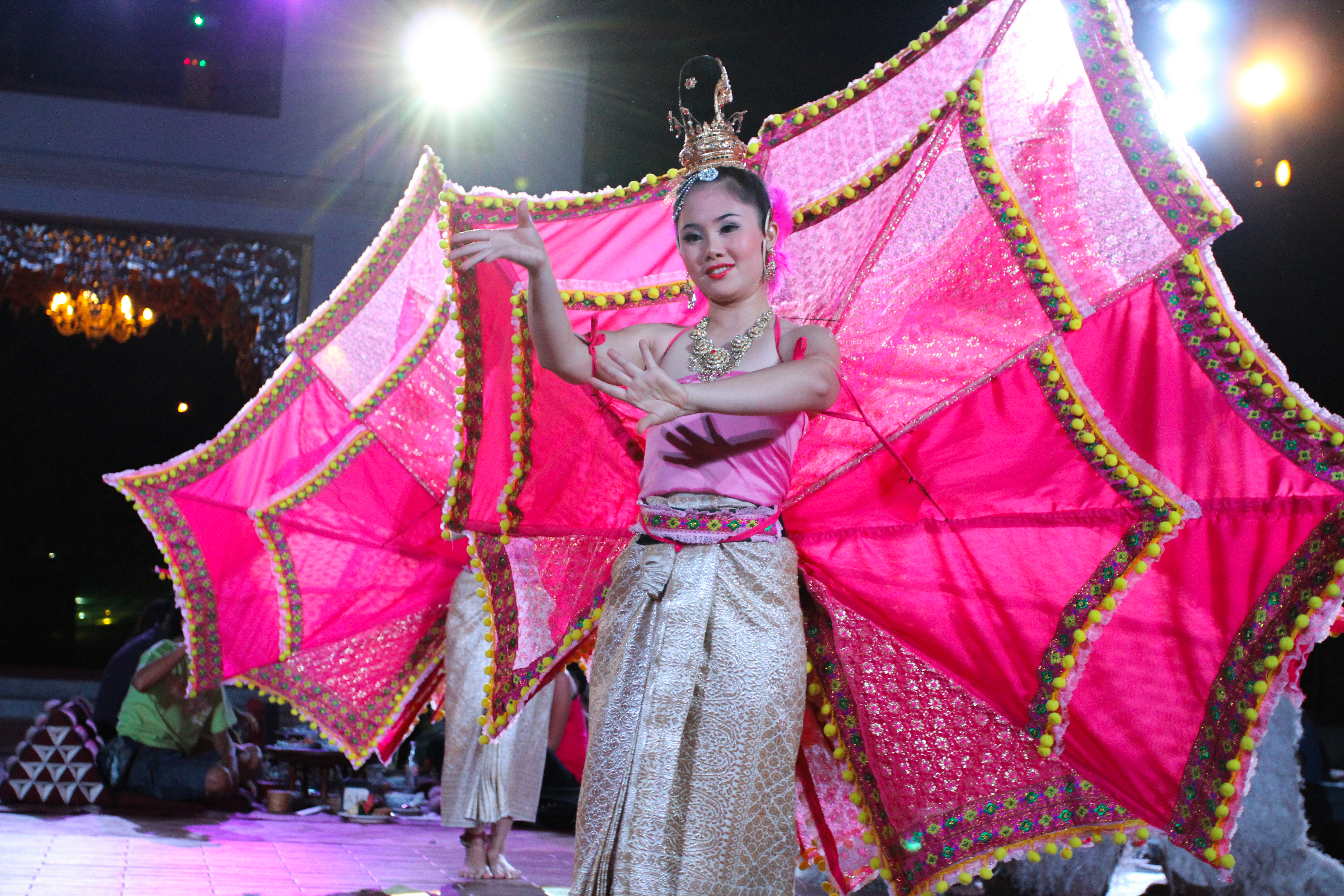
Danse du paon (en) au Khum Kantoke, qui privilégie « l'exubérance »
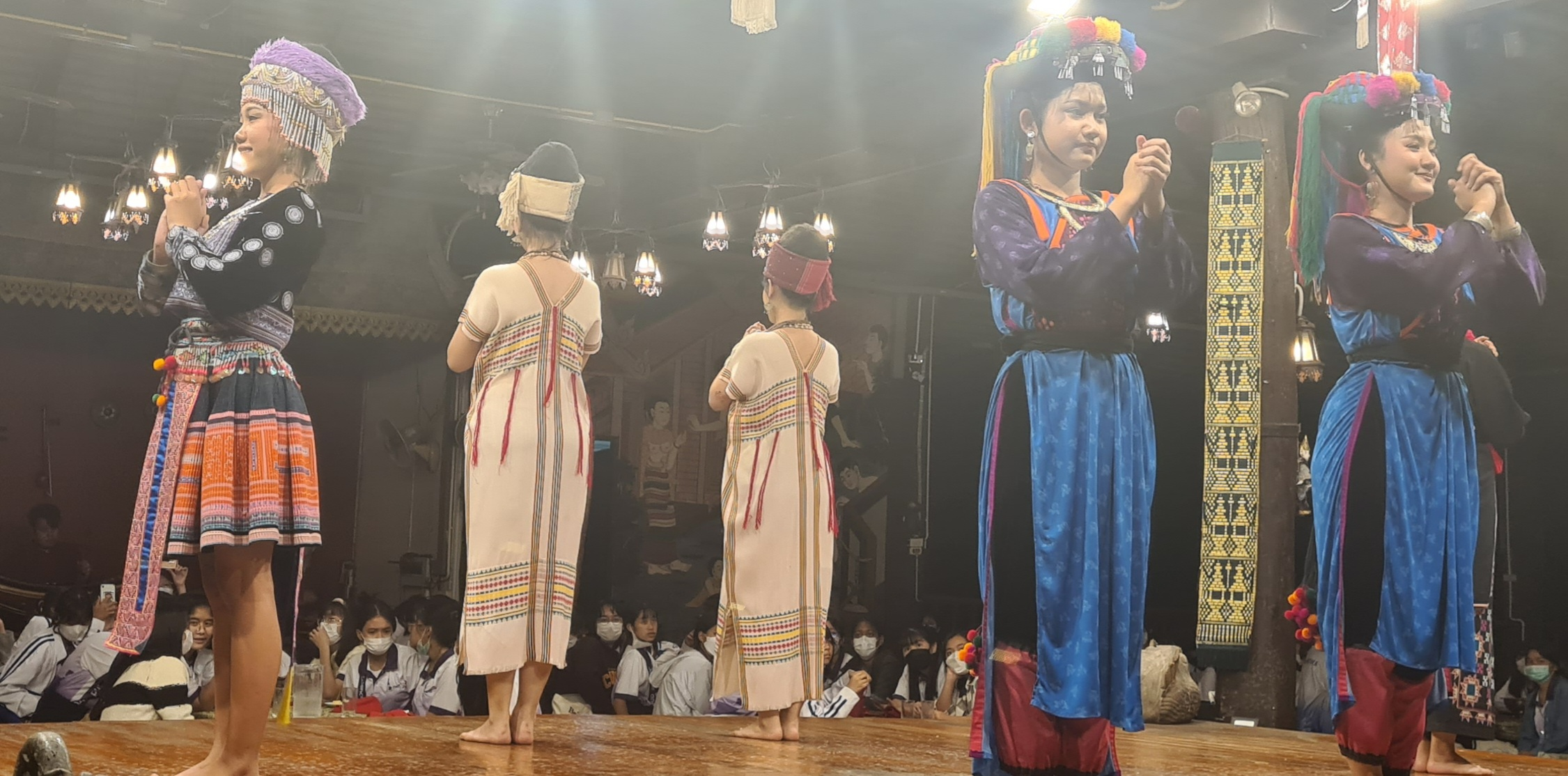
Salutations à la fin du spectacle de danse du Benjarong kantoke